# Olhos de Onda
Olhos de Onda é o terceiro álbum ao vivo da cantora e compositora brasileira Adriana Calcanhotto, foi lançado em 6 de maio de 2014 pela Sony Music. O show de gravação ocorreu no Vivo Rio na cidade do Rio de Janeiro em 1 de fevereiro de 2014.

## Lista de faixas
| N.º            | Título                         | Compositor(es)                       | Duração  |  |
| 1.             | "O Nome da Cidade"             | Caetano Veloso                       | 2:51     |  |
| 2.             | "Três"                         | Marina Lima; Antonio Cícero          | 4:12     |  |
| 3.             | "Inverno"                      | Adriana Calcanhotto; Antonio Cícero  | 3:18     |  |
| 4.             | "Para Lá"                      | Adriana Calcanhotto; Arnaldo Antunes | 2:41     |  |
| 5.             | "Sem Saída"                    | Augusto de Campos; Cid Campos        | 2:19     |  |
| 6.             | "Motivos Reais Banais"         | Adriana Calcanhotto; Waly Salomão    | 2:26     |  |
| 7.             | "Olhos de Onda"                | Adriana Calcanhotto                  | 2:27     |  |
| 8.             | "Me Dê Motivo"                 | Michael Sullivan; Paulo Massadas     | 3:13     |  |
| 9.             | "Back To Black"                | Amy Winehouse; Mark Ronson           | 3:48     |  |
| 10.            | "Mais Perfumado"               | Adriana Calcanhotto                  | 2:14     |  |
| 11.            | "Maldito Rádio"                | Adriana Calcanhotto                  | 4:01     |  |
| 12.            | "Devolva-me"                   | Lilian Knapp, Renato Barros          | 3:03     |  |
| 13.            | "E Sendo Amor"                 | Adriana Calcanhotto                  | 2:40     |  |
| 14.            | "Esquadros"                    | Adriana Calcanhotto                  | 3:56     |  |
| 15.            | "Canção de Novela"             | Adriana Calcanhotto                  | 3:07     |  |
| 16.            | "Cantada (Depois de Ter Você)" | Adriana Calcanhotto                  | 1:29     |  |
| 17.            | "Vambora"                      | Adriana Calcanhotto                  | 2:54     |  |
| 18.            | "Seu Pensamento"               | Adriana Calcanhotto; Dé              | 4:06     |  |
| 19.            | "Metade"                       | Adriana Calcanhotto                  | 3:06     |  |
| 20.            | "Maresia"                      | Paulo Machado; Antonio Cícero        | 2:25     |  |
| Duração total: | Duração total:                 | Duração total:                       | 01:03:03 |  |

## Participação em trilha sonora
- "Maldito Rádio" fez parte da trilha sonora da novela Cheias de Charme da Rede Globo[3], a canção integrou a trilha da novela de forma inédita em 2012.

## Prêmios e indicações

### Prêmio Contigo! MPB FM
| Ano  | Categoria  | Indicação     | Resultado |
| ---- | ---------- | ------------- | --------- |
| 2014 | Melhor DVD | Olhos de Onda | Indicado  |